# Dacus stylifer
Dacus stylifer är en tvåvingeart som först beskrevs av Mario Bezzi 1919.  Dacus stylifer ingår i släktet Dacus och familjen borrflugor.
Artens utbredningsområde är Kenya. Inga underarter finns listade i Catalogue of Life.